# Balanops vieillardii
Balanops vieillardii är en tvåhjärtbladig växtart som beskrevs av Henri Ernest Baillon. Balanops vieillardii ingår i släktet Balanops och familjen Balanopaceae. Inga underarter finns listade i Catalogue of Life.